# 1Q84
1Q84 (いちきゅうはちよん, Ichi-Kyū-Hachi-Yon,  estilizado na capa japonesa como "ichi-kew-hachi-yon") é um romance escrito pelo escritor japonês Haruki Murakami, publicado pela primeira vez em três volumes no Japão entre 2009 e 2010. Ele cobre um ano fictício de 1984 em paralelo com um "real". O romance é uma história de como uma mulher chamada Aomame começa a notar mudanças estranhas ocorrendo no mundo. Ela é rapidamente pega em uma trama envolvendo Sakigake, um culto religioso, e seu amor de infância, Tengo, e embarca em uma jornada para descobrir o que é "real".
A primeira impressão do romance esgotou no dia em que foi lançado e as vendas atingiram um milhão em um mês. A edição em inglês de todos os três volumes, com os dois primeiros volumes traduzidos por Jay Rubin e o terceiro por Philip Gabriel, foi lançada na América do Norte e no Reino Unido em 25 de outubro de 2011. Um trecho do romance apareceu na edição de 5 de setembro de 2011 da revista The New Yorker como "Town of Cats". O primeiro capítulo de 1Q84 também foi lido como um trecho na série Selected Shorts no Symphony Space em Nova York.
Embora bem recebido no Japão, 1Q84 foi recebido com críticas mistas de críticos internacionais, que condenaram a repetição excessiva do romance, a escrita clichê, o estilo desajeitado e o enredo inflexível. A Literary Review nomeou um trecho do livro para seu prêmio anual Bad Sex in Fiction.

## Enredo

### Livro 1
Aomame e Tengo, dois personagens, duas histórias paralelas que acontecem entre abril e junho de 1984. Aomame é uma mulher perto dos 30 anos de idade, professora de artes marciais e secretamente uma assassina. Tengo, um professor, também na casa dos 30 anos, que aspira a ser escritor. Assim, ele consegue uma oportunidade que muda a sua vida completamente.

### Livro 2
No segundo volume, as duas histórias em paralelo cruzam-se numa história cheia de mistério e eventos surreais. De um lado, Aomame, assassina profissional, suspeita estar num mundo paralelo: 1Q84. De outro, Tengo, o aspirante a escritor, envolve-se num projeto de reescrever um livro. Com o misterioso nome "A Crisálida de Ar", escrito pela estranha jovem adolescente Fukaeri. A certo ponto percebe-se que Tengo e Aomame conheceram-se durante a infância, tendo vivido um momento que marcaria ambos para toda a vida. Cresce uma vontade de se reencontrarem, no entanto nem um nem outro sabem do outro há vinte anos.

### Livro 3
O Livro 3 centra o enredo no eventual encontro de Aomame e Tengo. O livro integra uma nova personagem central, Ushikawa.

## Personagens
- Aomame- traduzindo à linguagem japonesa: Aomame significa ervilhas verdes. Aomame é uma instrutora de ginástica com um dom muito especial para matar sem deixar rasto, que usa para prestar "auxílio" a algumas mulheres em situações extremas de violência doméstica. A sua história tem início no interior de um táxi preso num congestionamento de trânsito. Na rádio toca a "Sinfonietta", obra clássica de Leos Janacek. Aomame está com pressa, e não tem vontade de esperar horas naquela fila, decidindo seguir caminho caminhando.

- Tengo- um professor de matemática e aspirante a escritor. A sua história começa quando este é convidado a reescrever um romance da jovem Fukaeri, para apreciação de um prêmio literário. O seu editor acha que a história tem imenso potencial, mas que está mal escrita e que talvez Tengo possa melhorá-la. O objetivo é manter a história na corrida pelo prêmio literário, mas omitindo o fato de que foi reescrita. Tengo enfrenta um dilema: por um lado não se sente confortável com a ideia porque, eticamente, está a proceder mal; por outro lado, a história fascina-o de tal forma que ele não consegue recusar.

## Hitórico
O romance foi publicado originalmente no Japão em três volumes de capa dura pela Shinchosha. O livro 1 e o livro 2 foram ambos publicados em 29 de maio de 2009; o livro 3 foi publicado em 16 de abril de 2010.

### Em Portugal
- Novembro, 2011 - 1Q84, Livro 1 - Casa das Letras. ISBN 9789724620534. 492 páginas.
- Abril, 2012 - 1Q84, Livro 2 - Casa das Letras. ISBN 9789724620695. 436 páginas.
- Setembro, 2012 - 1Q84, Livro 3 - Casa das Letras. ISBN 9789724621081. 524 páginas.[11]

### No Brasil
- Novembro, 2012 - 1Q84, Livro 1 - Alfaguara. ISBN 9788579621802. 432 páginas.[12]
- Março, 2013 - 1Q84, Livro 2 - Alfaguara. ISBN 9788579622052. 376 páginas.[13]
- Novembro, 2013 - 1Q84, Livro 3 - Alfaguara. ISBN 9788579622649. 472 páginas.[14]

## Background
Murakami passou quatro anos escrevendo o romance após criar a sequência de abertura e o título. O título é um trocadilho com a pronúncia japonesa do ano de 1984 e uma referência ao romance 1984 de George Orwell. A letra Q e 九, o número japonês para 9 (tipicamente romanizado como "kyū", mas como "kew" na capa japonesa do livro), são homófonos, que são frequentemente usados em jogos de palavras japoneses.
Antes da publicação de 1Q84, Murakami declarou que não revelaria nada sobre o livro, após críticas de que vazamentos haviam diminuído a novidade de seus livros anteriores. 1Q84 foi notado por grandes encomendas antecipadas, apesar desse sigilo.